# Três Fronteiras (kommun)
Três Fronteiras är en kommun i Brasilien.   Den ligger i delstaten São Paulo, i den södra delen av landet, 600 km sydväst om huvudstaden Brasília. Antalet invånare är 5 428.
Följande samhällen finns i Três Fronteiras:
- Três Fronteiras

Omgivningarna runt Três Fronteiras är en mosaik av jordbruksmark och naturlig växtlighet. Runt Três Fronteiras är det ganska glesbefolkat, med 32 invånare per kvadratkilometer.